# Жиган Анатолій Іванович
Жига́н Анато́лій Іва́нович (нар. 1917 — пом. 1964) — радянський футболіст, що виступав на позиції захисника та півзахисника у складі одеського «Чорноморця» та київського «Динамо». Після завершення кар'єри гравця закінчив Київську вищу школу тренерів та працював наставником полтавського «Колгоспника», чернігівського «Авангарда» та «Авангарда» з Жовтих Вод.

## Життєпис
Анатолій Жиган — вихованець котовського футболу. Кар'єру в командах майстрів розпочав у 1939 році, провівши 2 матчі у складі одеського «Динамо». Повернення Жигана до великого футболу відбулося вже у першому післявоєнному чемпіонаті, де він захищав кольори МВО, однак вже наступного року повернувся до Одеси, ставши одним з основних гравців «Харчовика». Тренував полтавський «Колгоспник» з січня по квітень 1957 року. В 1960 році призначений помічником старшого тренера чернігівського «Авангарда». Після відставки Олександра Щанова у травні 1960 року виконував обов'язки тренера чернігівської команди, в липні призначений на посаду старшого тренера.